# 丹·畢肖普
詹姆斯·丹尼尔·毕肖普（英語：James Daniel Bishop，1964年7月1日—），是一位美国律师和政治人物，自2019年起代表北卡罗来纳州第8国会选区聯邦眾議員。2024年12月10日，畢肖普被美國當選總統當勞·特朗普再次提名在第二次特朗普內閣中擔任美国行政管理和预算局副局长。
2019年9月10日，毕肖普以50.7%的得票率战胜丹·麦克雷迪的48.7%，赢得美国众议院特别选举。

## 外部連結
- C-SPAN內的頁面（英文）